# もりあげ7
『もりあげ7』（もりあげセブン）は、ほんだありまによる日本の漫画作品。『アクションピザッツDX』（双葉社）にて2012年5月号から2013年9月号まで連載された。単行本はエンジェル出版から全2巻がエンジェルコミックスとして刊行された。全16話。
「ご当地アイドル」を題材とした作品。主人公がご当地アイドルのマネージャーとなり、アイドル活動に渋る女性たちを説得した上での成り行きでセックスに浸り、アイドル活動を取り仕切り町おこしに貢献していく物語である。

## あらすじ
ある商事のクレーム係に所属していた黒澤白佑は、気晴らしに某県の潮風町の温泉旅行に行くことにした。現地に着いた白佑は人気の薄い寂れた風景に戸惑いながらも温泉旅館を訪れる。白佑の入浴中に7人の女性が入ってきたが、その7人は潮風町のご当地アイドル「もりあげ7」だった。白佑はハプニングに巻き込まれ意識を失い、介抱されたのを前後してかつて幼馴染であった森桐緑と再会。同時に緑の親友・日向美黄の思い付きにより「もりあげ7」のマネージャーにならないかと勧誘され、白佑はそれを引き受け活動し、寂れた街を賑やかに復興させるため、町おこしに貢献していく。

## 登場人物
黒澤白佑（くろさわ しろう）
本作の主人公。23歳。某商事のお客様クレーム対応を担当する会社員だったが、気晴らしに行った潮風町の温泉旅行で起こったハプニングや、潮風町ご当地アイドル「もりあげ7」への好印象の旨を発言をしたことで美黄により会社を退社して「もりあげ7」のマネージャーに就任。心境がバラバラだったグループを、自身のかつての職種を生かして説得したうえで好意を持たれ、その流れに乗ってそれぞれ肉体関係を結んでいく。このことが、「もりあげ7」の団結力を高めていくきっかけにもつながっている。
森桐緑（しんどう みどり）
本作のメインヒロイン。21歳。白佑の幼馴染かつ妹分であったが、白佑との再会時には人が変わっており素直になれずにいた。そのせいか、肉体関係を持ったのは最後だった。
日向美黄（ひなた みき）
本作の裏ヒロイン。21歳。緑の親友。白佑を「もりあげ7」のマネージャーに引き込んだ張本人。出会った当初から白佑に好意的で、彼と幾度となくセックスを重ねている。
結貴紫乃（ゆうき しの）
「もりあげ7」の最年長メンバー。27歳。弁当屋を経営している。夫とは死別している未亡人。白佑と接していく中で彼を亡き夫と姿を重ね説得される。ある日亡き夫の部下だった灰田に言いがかりを付けられて性的暴行されかけるも白佑に救われて肉体関係を持つ。
火神橙子（ひがみ とうこ）
潮風町で代々教職を勤める町民から信頼が厚い火神家の長女。24歳。現在は町で唯一の書店を経営している。町の風評被害から「もりあげ7」に乗り気でなかったが、白佑に説得された上で肉体関係を持つ。
火神赤音（ひがみ あかね）
橙子の妹。22歳。好奇心旺盛だが、気分屋で何をやっても長続きしない性格。白佑を温泉でのハプニングもあって嫌っていたが、彼に説得された上で肉体関係を持つ。
渡良瀬青衣（わたらせ あおい）
「もりあげ7」の最年少メンバー。20歳。ご当地アイドル選手権に向けて水着審査の水着選びの際に自身の体型にコンプレックスを抱いていたが、間近で聞いた噂により白佑に自身を性感開発することを求めて肉体関係を持つ。
立花藍香（たちばな あいか）
眼鏡をかけ、髪を束ねたクールな女性。実家は電気屋を経営している。実はオタク趣味の持ち主で絵を描くのも得意。詳しい事情は描かれていないが、回想の1カットによれば好きだった男に自身の趣味を知られて振られた過去を持ち、それ以来絵を描かなくなってしまっていたが、白佑にその趣味を褒められて自信を取り戻し、白佑からご当地キャラデザインを任される。ご当地アイドルとしても活躍していく中で白佑と肉体関係を持つ。自身と瓜二つの母がいる。

## 書籍
- ほんだありま 『もりあげ7』エンジェル出版〈エンジェルコミックス〉、全2巻
  1. 2013年1月4日第1刷発行 ISBN 978-4-87306-481-9
  2. 2013年9月17日第1刷発行 ISBN 978-4-87306-526-7